# Mokole
Los Mokole son una de las razas cambiantes del juego Hombre Lobo: El Apocalipsis, de la editorial americana White Wolf.
En español, aparecen mencionados en algunos manuales como el "Libro del narrador" o "Hengeyokai". En inglés tienen más referencias en un libro llamado "Razas cambiantes" y en su propio suplemento "Mokole". Se mencionan brevemente en "Rabia en Egipto".

## Enlaces
- Página oficial de White Wolf
- Biblioteca Garou
- Aullidos al viento

- Datos: Q6020826